# National Football League 1921
La stagione NFL 1921 fu la seconda stagione sportiva della National Football League, la massima lega professionistica statunitense di football americano, allora denominata American Professional Football Association. La stagione iniziò il 25 settembre e si concluse il 18 dicembre 1921.
La stagione vide la riorganizzazione della lega avvenuta prima dell'inizio della stagione, durante la riunione annuale tenutasi il 30 aprile 1921 ad Akron. Venne nominato presidente Joe Carr dei Columbus Panhandles e la sede venne spostata da Akron a Columbus. Vennero inoltre varate le direttive principali riguardanti la territorialità delle squadre, i trasferimenti dei giocatori e i criteri per l'assegnazione delle franchigie.
Venne inoltre deciso di seguire le regole del football universitario e venne istituita per la prima volta una classifica ufficiale in modo da proclamare un campione. Va notato che anche le partite giocate contro rappresentative non aderenti alla lega sarebbero state valide per la classifica finale.
Alcune squadre che avevano giocato la stagione precedente dovettero affrontare problemi finanziari e vennero sciolte, come ad esempio i Chicago Tigers. La lega venne comunque portata a 21 squadre ma alcune di esse (i New York Brickley Giants, i Cincinnati Celts, i Tonawanda Kardex e i Washington Senators) ebbero vita solo per una stagione. In particolare i Brickely Giants disputarono solo due partite nella lega e i Tonawanda addirittura solo una. Al termine della stagione si sciolsero i Muncie Flyers e, nonostante il cambio di denominazione da Cleveland Tigers, anche i Cleveland Indians.
Le nuove squadre furono gli Evansville Crimson Giants, i Green Bay Packers, i Minneapolis Marines e i Louisville Brecks. I Detroit Heralds divennero i Detroit Tigers, ma si sciolsero durante la stagione ed i giocatori confluirono nei Buffalo All-Americans.
Al termine della stagione, gli Staleys, trasferitisi da Decatur a Chicago all'inizio della stagione, vennero nominati campioni davanti ai Buffalo All-Americans.

## La stagione
La prima partita della stagione fu giocata il 25 settembre 1921, mentre l'ultima giornata venne disputata il 18 dicembre.

### Risultati della stagione
- V = Vittorie, S = Sconfitte, P = Pareggi, PCT = Percentuale di vittorie, PF = Punti Fatti, PS = Punti Subiti
- Nota: nelle stagioni precedenti al 1972 i pareggi non venivano conteggiati nel calcolo della percentuale di vittorie.

| American Professional Football Association |   |   |   |     |     |     |
| Squadra                                    | V | S | P | PCT | PF  | PS  |
| Chicago Staleys                            | 9 | 1 | 1 | 900 | 211 | 29  |
| Buffalo All-Americans                      | 9 | 1 | 2 | 900 | 128 | 53  |
| Akron Pros                                 | 8 | 3 | 1 | 727 | 148 | 31  |
| Canton Bulldogs                            | 5 | 2 | 3 | 714 | 106 | 55  |
| Rock Island Independents                   | 4 | 2 | 1 | 667 | 65  | 30  |
| Evansville Crimson Giants                  | 3 | 2 | 0 | 600 | 89  | 46  |
| Green Bay Packers                          | 3 | 2 | 1 | 600 | 70  | 55  |
| Dayton Triangles                           | 4 | 4 | 1 | 500 | 96  | 67  |
| Racine Cardinals                           | 3 | 3 | 2 | 500 | 54  | 53  |
| Rochester Jeffersons                       | 2 | 3 | 0 | 400 | 85  | 76  |
| Cleveland Indians                          | 3 | 5 | 0 | 375 | 95  | 58  |
| Washington Senators                        | 1 | 2 | 0 | 333 | 21  | 43  |
| Cincinnati Celts                           | 1 | 3 | 0 | 250 | 14  | 117 |
| Hammond Pros                               | 1 | 3 | 1 | 250 | 17  | 45  |
| Minneapolis Marines                        | 1 | 3 | 0 | 250 | 37  | 41  |
| Detroit Tigers                             | 1 | 5 | 1 | 167 | 19  | 109 |
| Columbus Panhandles                        | 1 | 8 | 0 | 111 | 47  | 222 |
| Tonawanda Kardex                           | 0 | 1 | 0 | 0   | 0   | 45  |
| Muncie Flyers                              | 0 | 2 | 0 | 0   | 0   | 28  |
| Louisville Brecks                          | 0 | 2 | 0 | 0   | 0   | 27  |
| New York Brickley Giants                   | 0 | 2 | 0 | 0   | 0   | 72  |

## Vincitore
| Vincitori del campionato NFL 1921 Chicago Staleys 1º titolo |